# Neustadt (Wied)

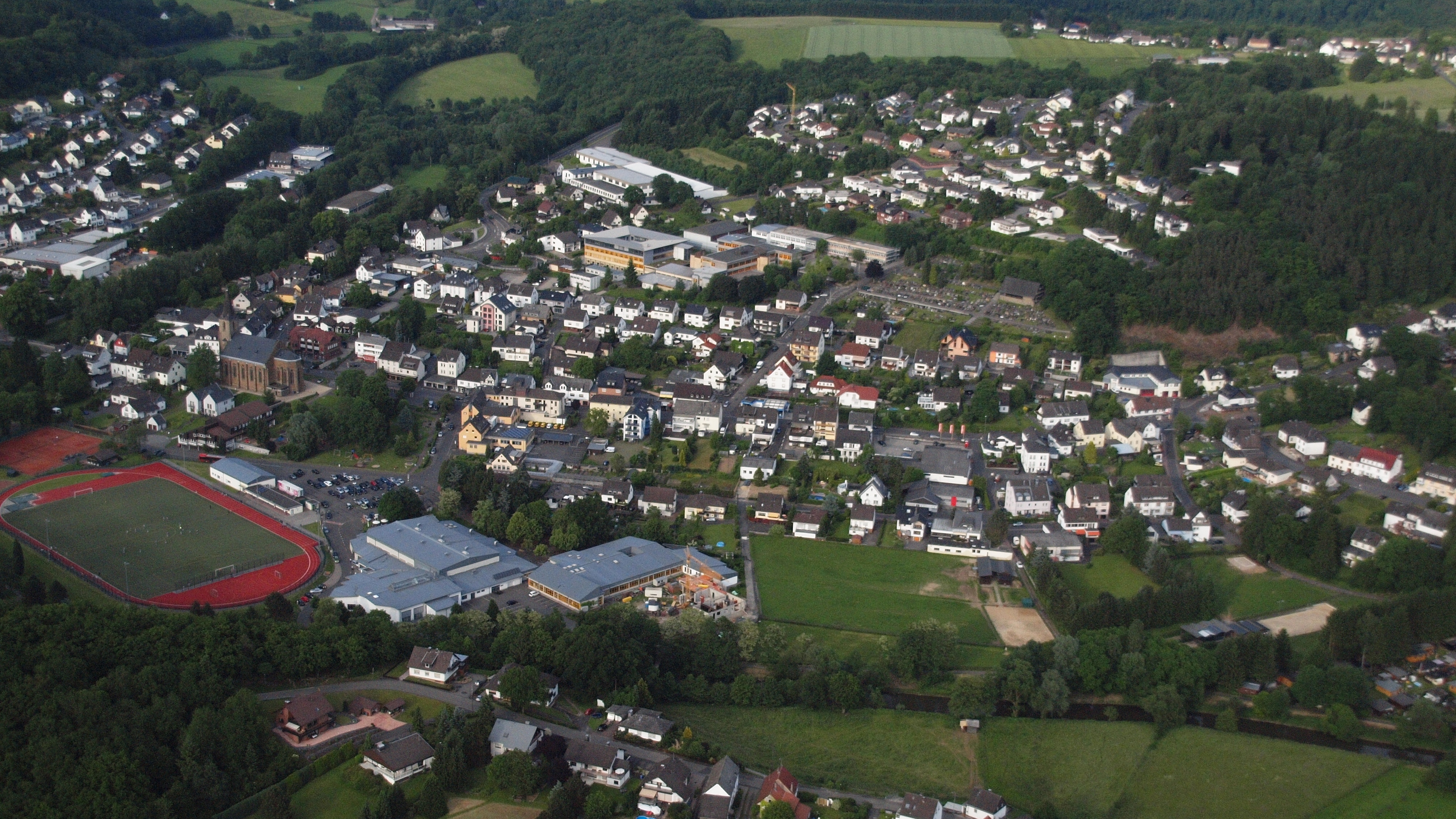
Neustadt (Wied), Luftaufnahme 2013

Neustadt (Wied) (gesprochen auch Neustadt an der Wied) ist eine Ortsgemeinde im Landkreis Neuwied in Rheinland-Pfalz. Sie gehört der Verbandsgemeinde Asbach an. Neustadt ist gemäß Landesplanung als Grundzentrum ausgewiesen.

## Geographie

### Geographische Lage
Neustadt (Wied) liegt im Naturpark Rhein-Westerwald, direkt an der Wied, einem Nebenfluss des Rheins.
Die Gemeinde befindet sich mit jeweils rund 35 Straßenkilometern Entfernung zwischen der Kreisstadt Neuwied und Bonn nahe der Grenze zu Nordrhein-Westfalen. Die umliegenden Städte Linz am Rhein, Bad Honnef, Bad Hönningen, Königswinter und Hennef (Sieg) können in 15 bis 25 km erreicht werden, der Hauptort Asbach innerhalb der Verbandsgemeinde in 7 km.
Der Ortsteil Fernthal wird vom Fernthaltunnel, einem 1555 m langen Eisenbahn-Tunnel der Schnellfahrstrecke Köln–Rhein/Main unterquert, der Ortsteil Ammerich durch den Ammerichtunnel.

### Gemeindegliederung

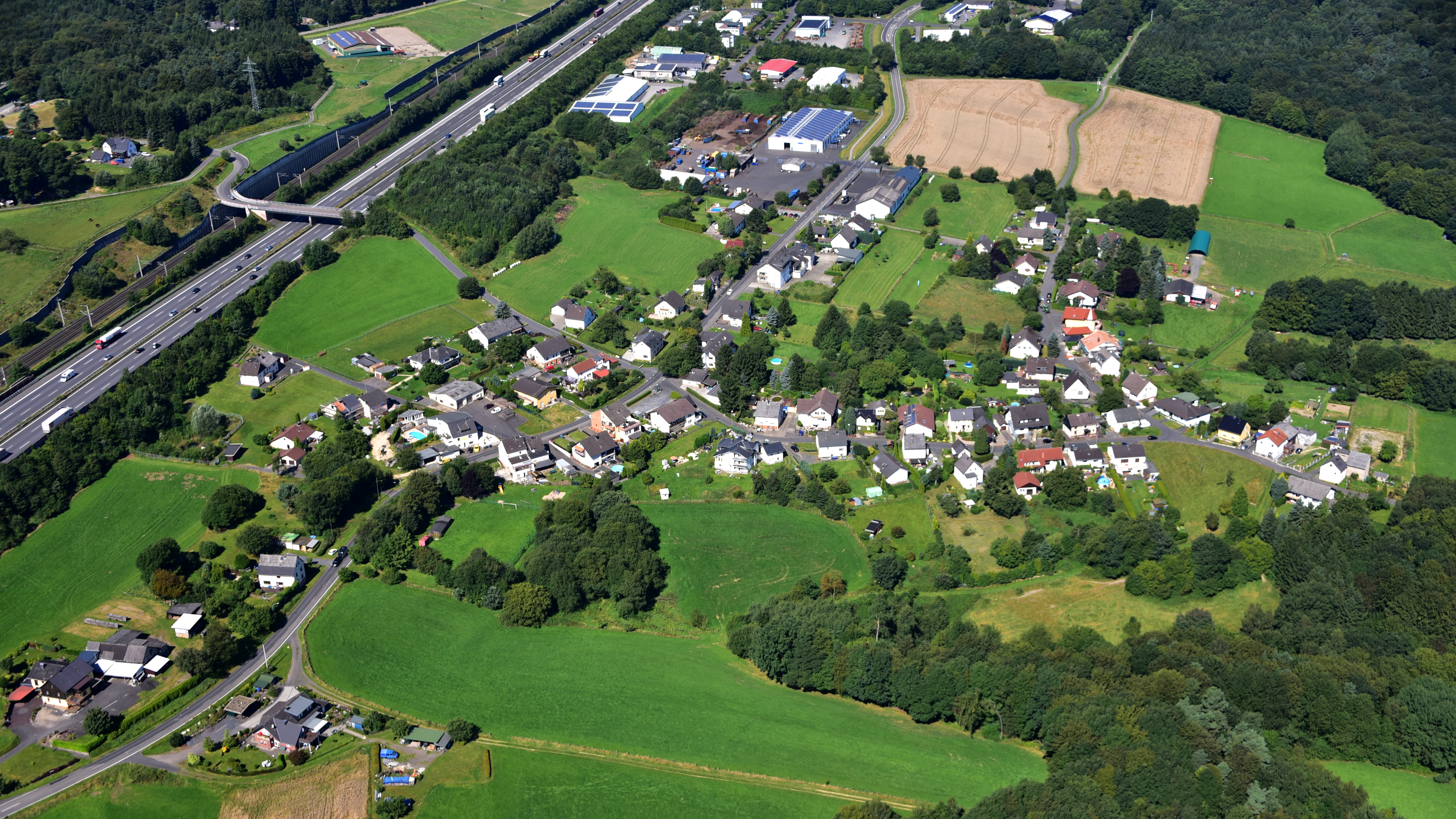
Hombach, Luftaufnahme (2016)

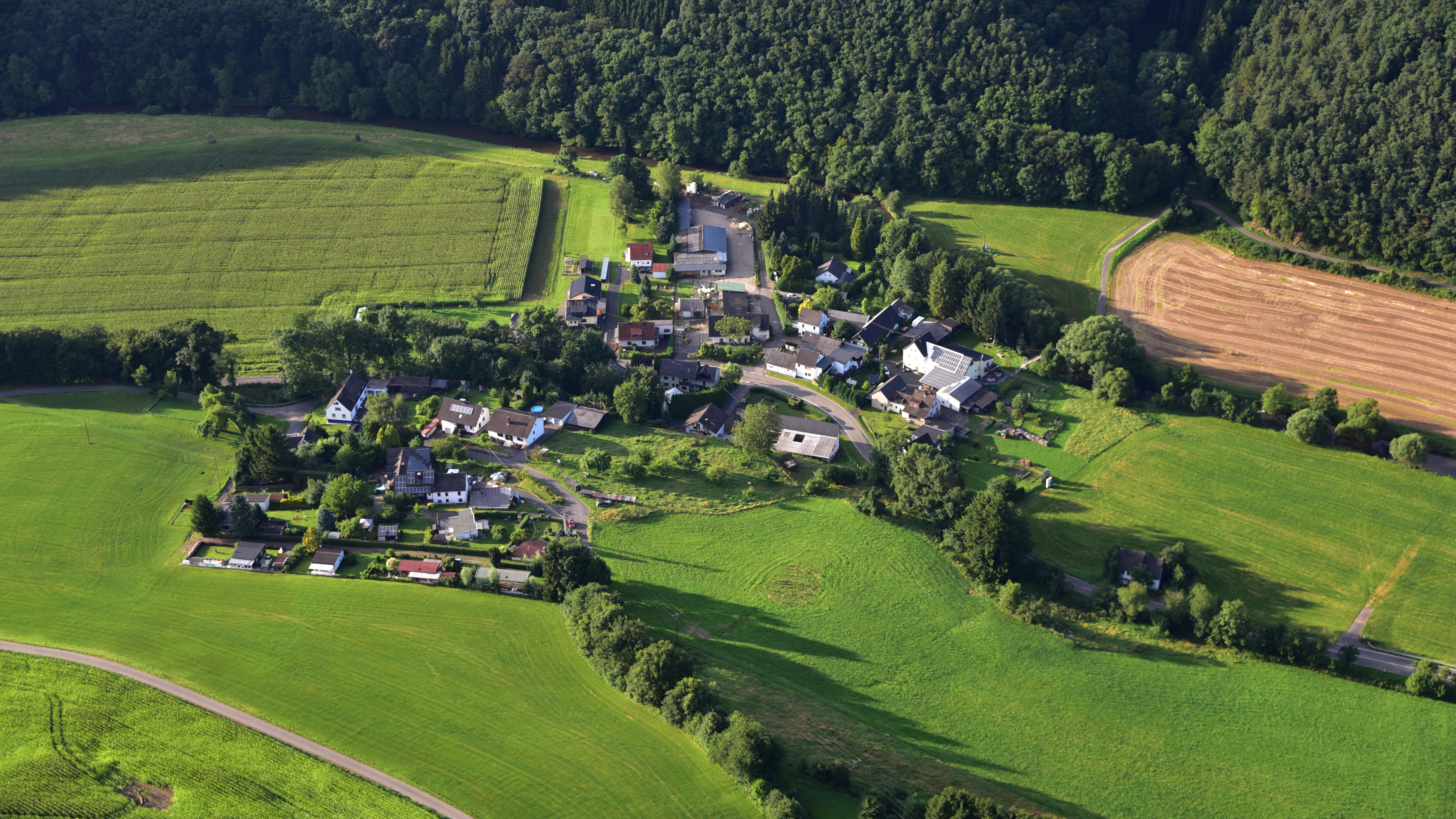
Oberhoppen, Luftaufnahme (2016)

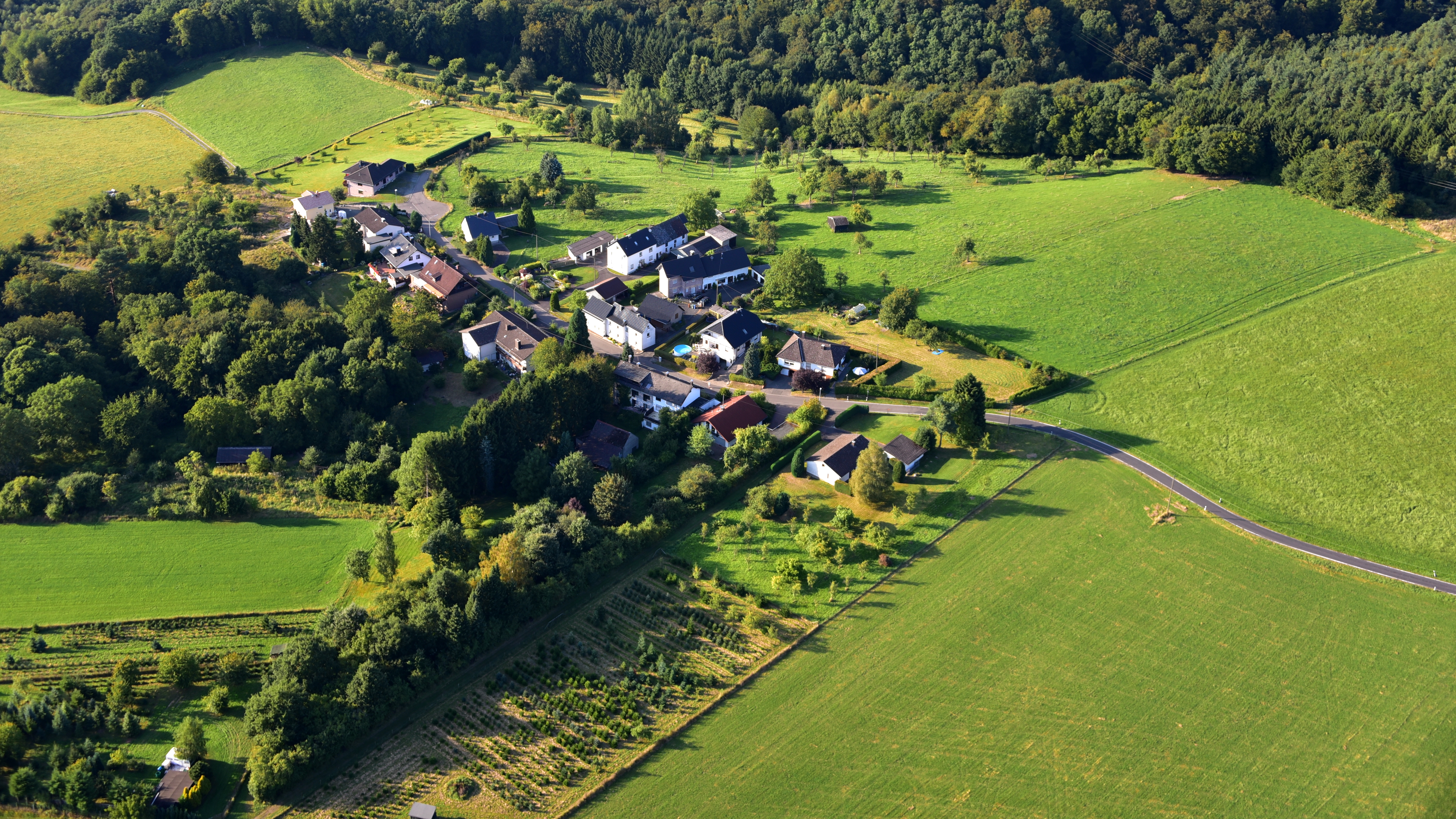
Prangenberg, Luftaufnahme (2016)

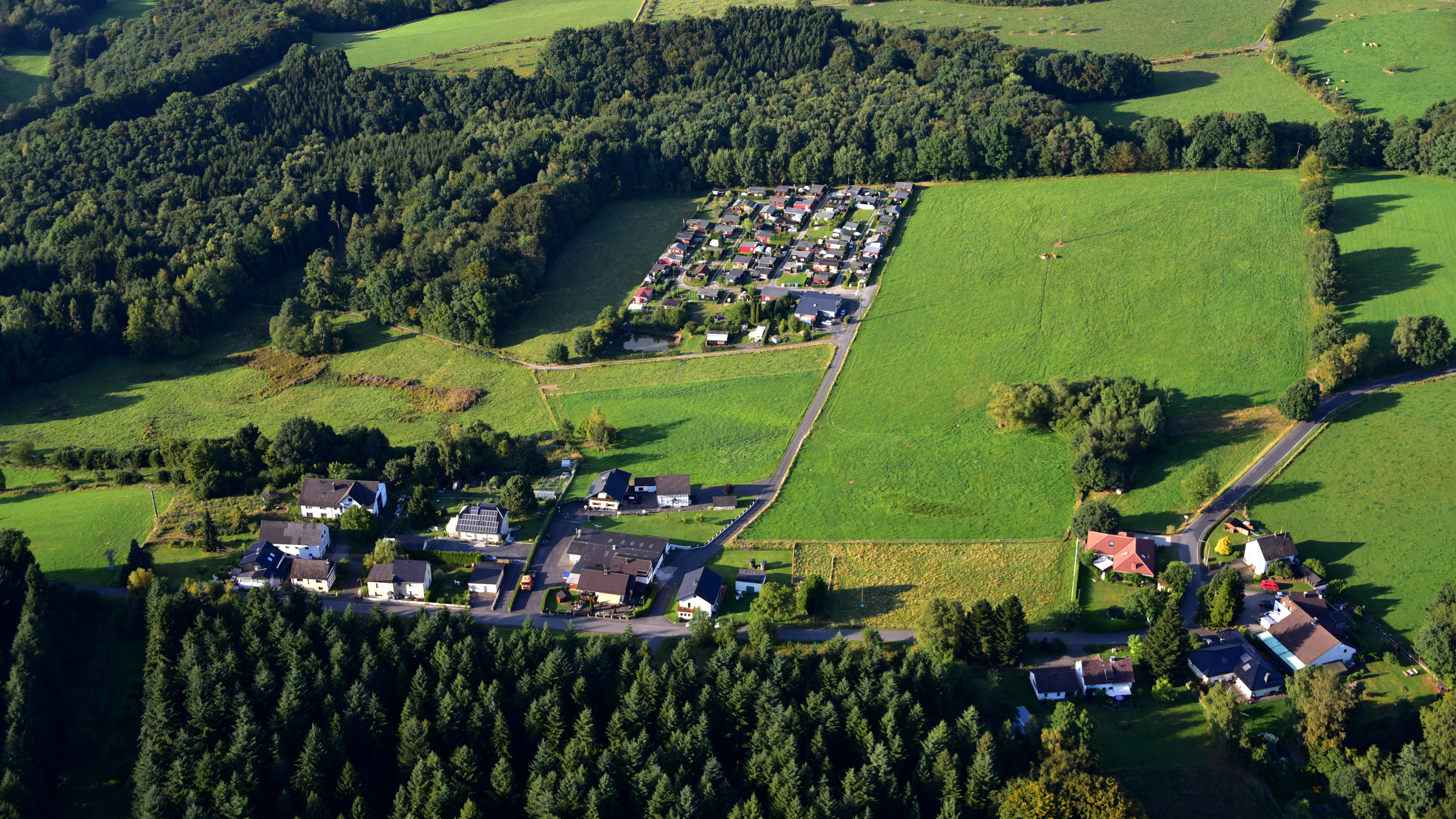
Vogtslag, Luftaufnahme (2016)

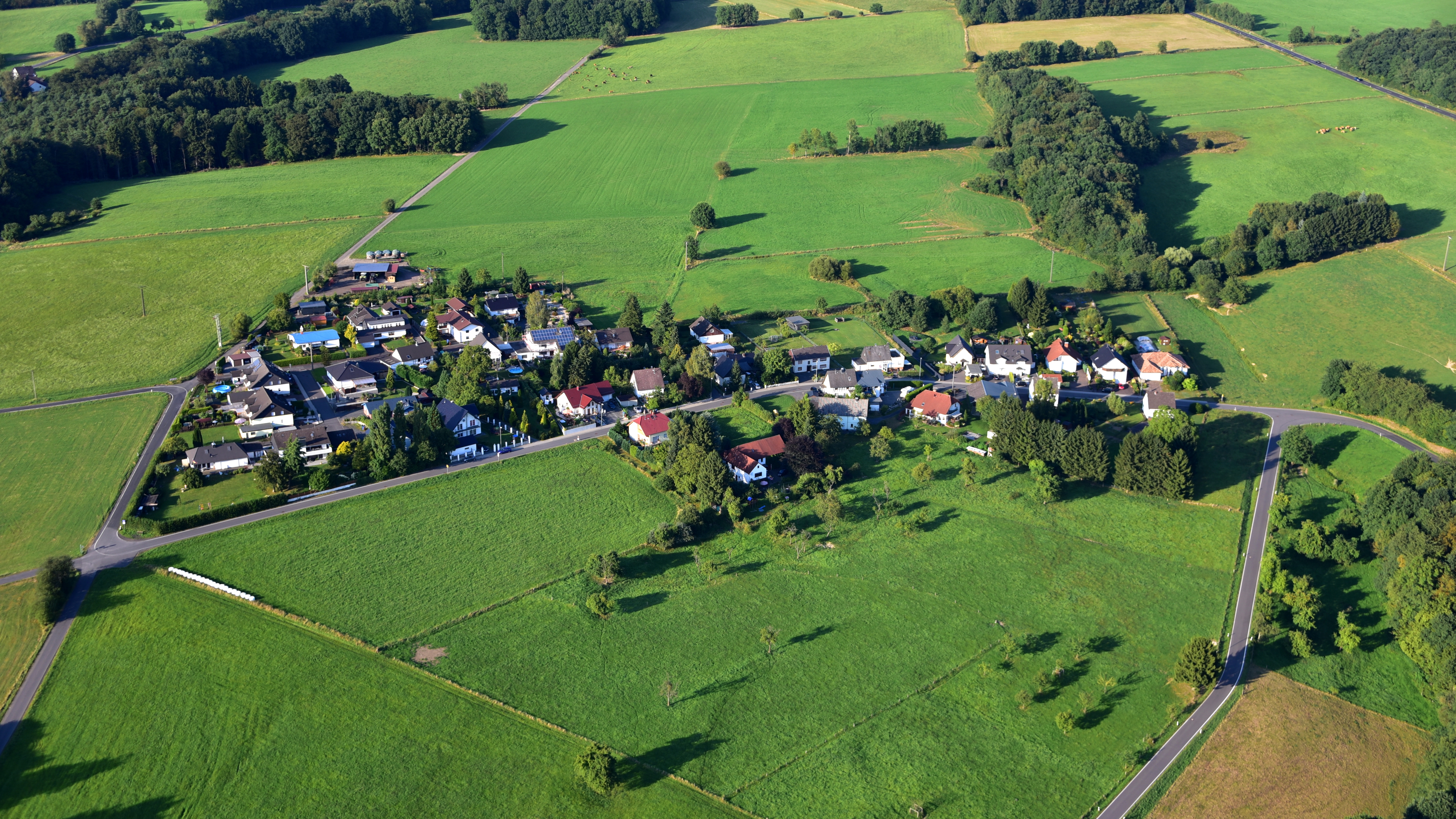
Oberetscheid, Luftaufnahme (2016)

Zur Ortsgemeinde Neustadt gehören 56 Dörfer, Weiler und Wohnplätze (Stand 31. Dezember 2020):
| Ortschaft       | Einwohner |
| --------------- | --------- |
| Als-Au          | 43        |
| Altenhütte      | 1         |
| Ammerich        | 75        |
| Bertenau        | 42        |
| Borscheid       | 248       |
| Brüchen         | 72        |
| Bühlingen       | 190       |
| Dasbach         | 60        |
| Dinkelbach      | 38        |
| Ehrenberg       | 198       |
| Eilenberg       | 102       |
| Etscheid        | 249       |
| Fernthal        | 520       |
| Funkenhausen    | 95        |
| Gerhardshahn    | 61        |
| Grube Anxbach   | 46        |
| Grube Ferdinand | 17        |
| Grübelsberg     | 9         |
| Grübelshof      | 5         |

| Ortschaft      | Einwohner |
| -------------- | --------- |
| Hammerhof      | 6         |
| Hombach        | 430       |
| Hombachsmühle  | 5         |
| Jungfernhof    | 70        |
| Kodden         | 59        |
| Krummenau      | 46        |
| Manroth        | 33        |
| Mettelshahn    | 10        |
| Mittelelsaff   | 29        |
| Neschen        | 262       |
| Neschermühle   | 7         |
| Neustadt       | 1.444     |
| Niederetscheid | 62        |
| Niederhoppen   | 3         |
| Oberelsaff     | 46        |
| Oberetscheid   | 101       |
| Oberhoppen     | 62        |
| Paffhausen     | 15        |
| Panau          | 52        |

| Ortschaft   | Einwohner |
| ----------- | --------- |
| Prangenberg | 26        |
| Rahms       | 358       |
| Rott        | 213       |
| Rotterheide | 150       |
| Rüddel      | 57        |
| Scharenberg | 104       |
| Steeg       | 54        |
| Steinshof   | 36        |
| Strauscheid | 325       |
| Telegraf    | 2         |
| Thalhof     | 18        |
| Unterelsaff | 85        |
| Vogtslag    | 48        |
| Wahrenberg  | 6         |
| Weißenfels  | 84        |
| Wied        | 72        |
| Wiedmühle   | 89        |
| Wölsreeg    | 29        |

## Geschichte
Die erste – in Fachkreisen umstrittene – urkundliche Erwähnung des Ortes wird bisher auf das Jahr 1185 (nach dem Siegburger Mirakelbuch) datiert. Die „parochia Niwinstat“ (Kirchspiel Neustadt) wird 1213 in einer Urkunde des Klosters Heisterbach genannt. Über fünf Jahrhunderte gehörte Neustadt an der Wied zum Amt Altenwied und war somit – mit Unterbrechungen – in kurkölnischer Landesherrschaft. Die frühe Pfarrgeschichte ist eng mit dem Namen der saynischen Gräfin Mechthild von Sayn verknüpft, die 1254 das Patronat der Zisterzienserabtei Heisterbach übertrug. Die pfarrliche Betreuung durch Heisterbach hatte bis zur Auflösung der Abtei 1803 im Zuge der Säkularisation Bestand. 1815 wurde Neustadt preußisch.
Seit dem 17. Jahrhundert bestand in Neustadt eine 1902 stillgelegte Erzgrube, an die der Straßenname „Im Schiefer“ erinnert. Der Betrieb der 1912 eröffneten Eisenbahnstrecke Linz–Altenkirchen wurde 1961 eingestellt. Zu Beginn des 20. Jahrhunderts erlangte Neustadt Bedeutung als Fremdenverkehrsort („Sommerfrische“) mit Hotels, Gaststätten, Pensionen und einem Strandbad an der Wied.

## Politik

### Gemeinderat
Der Gemeinderat in Neustadt (Wied) besteht aus 22 Ratsmitgliedern, die bei der Kommunalwahl am 9. Juni 2024 in einer personalisierten Verhältniswahl gewählt wurden, und dem ehrenamtlichen Ortsbürgermeister als Vorsitzendem.
Die Sitzverteilung im Gemeinderat:
| Wahl | SPD | CDU  | FDP | FWG | BLN | Gesamt   |
| ---- | --- | ---- | --- | --- | --- | -------- |
| 2024 | 3   | 12   | 1   | –   | 6   | 22 Sitze |
| 2019 | 5 * | 12 * | 2   | –   | 3   | 22 Sitze |
| 2014 | 4   | 14   | 1   | 2   | 1   | 22 Sitze |
| 2009 | 4   | 13   | 1   | 4   | –   | 22 Sitze |
| 2004 | 4   | 14   | 1   | 3   | –   | 22 Sitze |

- FWG = Freie Wählergemeinschaft Neustadt (Wied) e. V.
- BLN = Bürgerliste Neustadt e. V.

### Bürgermeister
Thomas Junior (CDU) wurde im Juni 2019 Ortsbürgermeister von Neustadt. Bei der Direktwahl am 26. Mai 2019 war er mit einem Stimmenanteil von 56,23 % gewählt worden. Bei der Direktwahl am 9. Juni 2024 wurde er als einziger Bewerber mit 77,3 % für weitere fünf Jahre in seinem Amt bestätigt.
Juniors Amtsvorgängerin Jutta Wertenbruch (ebenfalls CDU) hatte dieses Amt 15 Jahre inne.

### Wappen
| Wappen von Neustadt | Blasonierung: „Von Silber und Rot geteilt; oben zwei gekreuzte rote Lilienstäbe; unten drei, 2:1 gestellte, goldgekrönte silberne Adlerköpfe.“ |
| Wappen von Neustadt | Wappenbegründung: Die drei Adlerköpfe sind das Wappen der Vögte von Panau – heute Ortsteil von Neustadt –, 1378–1403, die zu Neustadt das Richteramt ausübten. Ihnen folgte im Amt das ebenfalls niederadlige Geschlecht derer von Neustadt, genannt Munt (Mandt), 1390–1555. Ihr Wappenbild sind die gekreuzten Lilienstäbe. Das Wappen ist rechtsgültig seit dem 19. Oktober 1981 nach einem Entwurf von G. Becker, Etscheid. |

### Gemeindezusammenlegungen

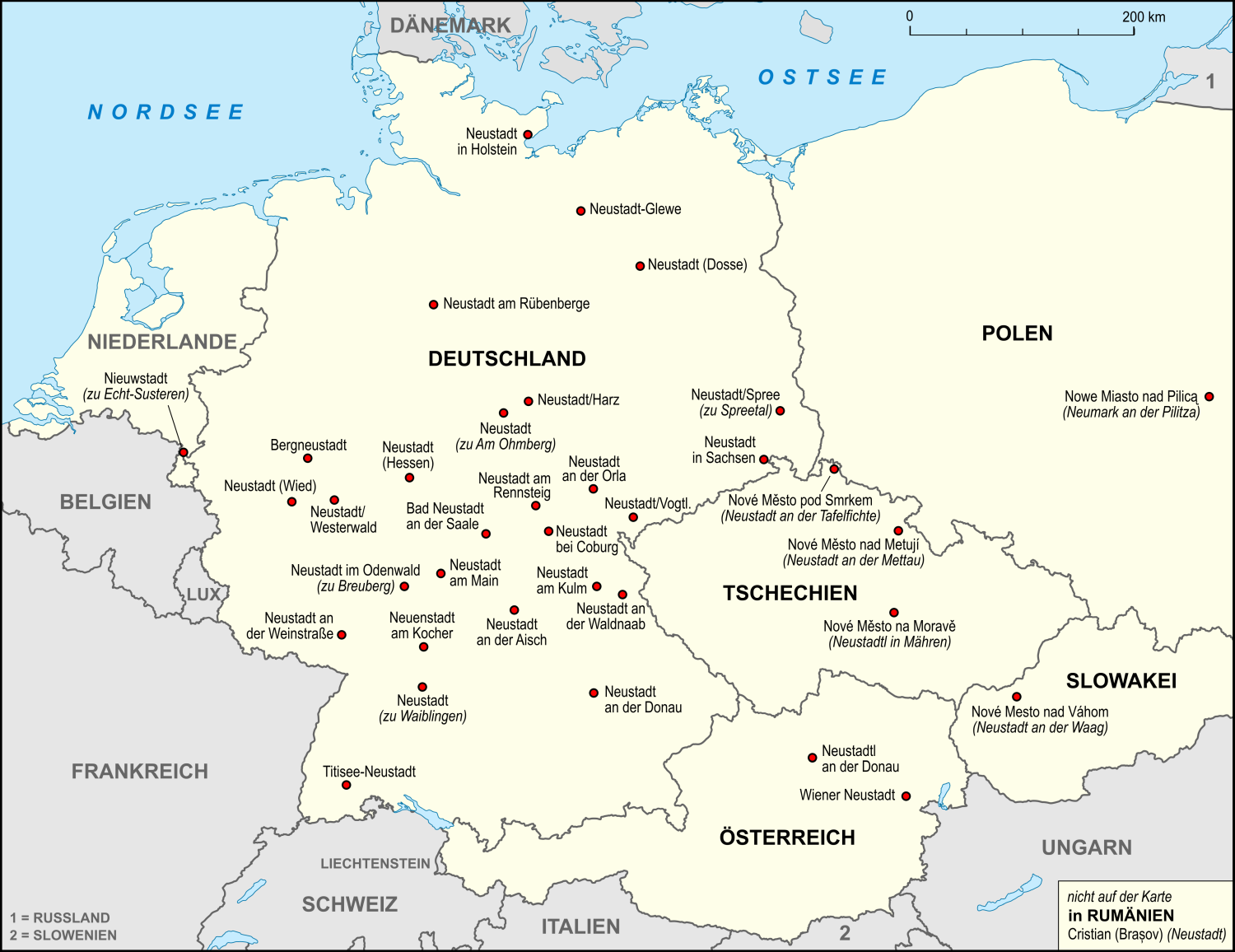
Arbeitsgemeinschaft Neustadt in Europa

Lange Zeit gehörte das Kirchdorf Neustadt zu Bertenau. Die Gemeinde Bertenau wurde 1953 in Neustadt umbenannt.
Die heutige Gemeinde Neustadt (Wied) wurde am 1. Januar 1969 aus den aufgelösten Gemeinden Bühlingen (915 Einwohner), Elsaffthal (802 E.), Neustadt (Wied) (2090 E.) und Rahms (999 E.) neu gebildet.

### Städtepartnerschaften
Neustadt ist Mitglied der größten europäischen Städtefreundschaft Neustadt in Europa, in der sich 36 Städte und Gemeinden mit Namen „Neustadt“ aus sechs Ländern (Deutschland, Österreich, Tschechische Republik, Slowakei, Polen, Niederlande) zusammengeschlossen haben. Im Rahmen von Neustadt in Europa sind Bergneustadt im Norden und Neustadt/Westerwald im Osten (jeweils 45 Kilometer entfernt) die nächsten Nachbarn.

## Kultur und Sehenswürdigkeiten

### Kulturdenkmäler
In Neustadt (Wied) befinden sich einige unter Denkmalschutz gestellte Kulturdenkmäler:
- die katholische Pfarrkirche St. Margarita, eine neugotische Bruchsteinhalle, erbaut 1869–1873;
- die katholische Antoniuskapelle im Ortsteil Etscheid, ein kleiner barocker Saalbau aus dem Jahr 1680;
- die katholische Kapelle St. Maria Mater Dolorosa im Ortsteil Fernthal, ein fünfachsiger romanisierender Bruchsteinsaal, erbaut 1911–1912;
- die Burg Altenwied im Ortsteil Wied, teilweise restauriert und heute im Privatbesitz, geht zurück auf eine im 12. Jahrhundert errichtete Burg, die von der Mitte des 13. Jahrhunderts Sitz des kurkölnischen Amtes Altenwied war;
- in den Ortsteilen verschiedene Fachwerkhäuser.

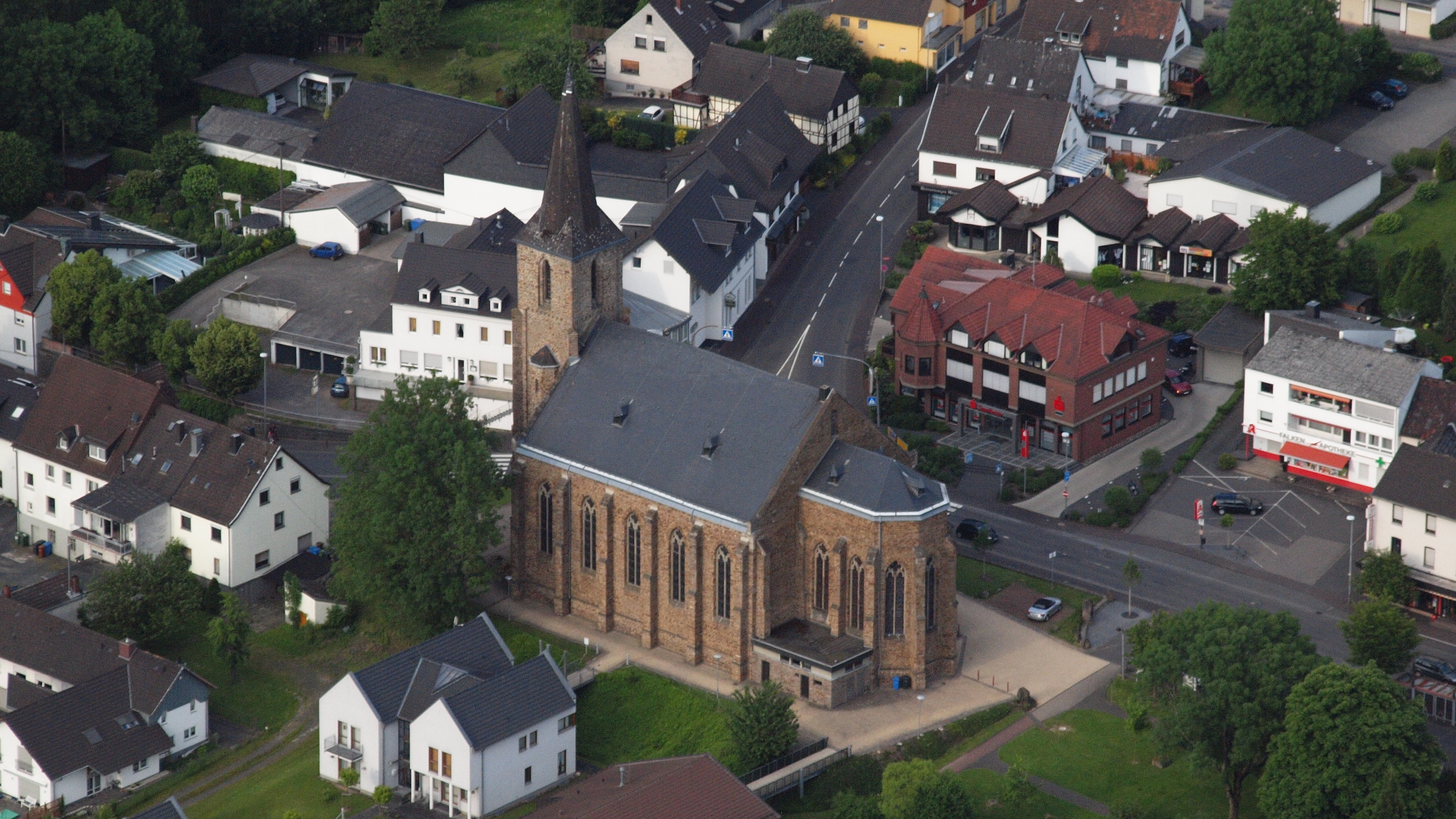
Neustadt (Wied), katholische Pfarrkirche St. Margarita

### Heimatmuseum
- Heimatmuseum „Bi et fröher wor“[14]

## Wirtschaft und Infrastruktur

### Verkehr
- Straßen:  Bundesautobahn 3 – zwei Anschlussstellen: Bad Honnef/Linz/Asbach und Neustadt (Wied)/Fernthal
- Eisenbahn: Der 1912 eröffnete Bahnhof Neustadt (Wied) an der Bahnstrecke Kasbachtalbahn von Linz nach Flammersfeld wurde 1960 stillgelegt. Heute sind die nächstgelegenen Bahnhöfe ca. 20 km entfernt im Rheintal (Linz/Rhein, Bad Honnef), und im Siegtal (Hennef/Sieg, Eitorf).
- Personennahverkehr: Direkte Busverbindungen im Netz des Verkehrsverbund Rhein-Mosel (VRM) bestehen nach Horhausen, Neuwied, Linz am Rhein und Asbach.
- Fernwanderwege: Westerwald-Steig führt nach Strauscheid, einem Ortsteil von Neustadt (Wied)

### Öffentliche Einrichtungen
Neustadt verfügt über drei Schulen und drei kirchlich getragene Kindergärten. Die Grundschule „In der Au“ versorgt in erster Linie die Ortsgemeinde Neustadt, während das Einzugsgebiet der Staatlichen Realschule und des Wiedtal-Gymnasiums über die Verbandsgemeinde hinausreicht.
Das Wiedtal-Gymnasium wurde 1976 in Trägerschaft des Kreises Neuwied gegründet.
Durch die unmittelbare Nähe zur Staatlichen Realschule kommen die Schüler in den Genuss der Vorteile eines Schulzentrums mit gemeinsamen Einrichtungen wie z. B. Zentralbibliothek und Fachräume. Zwischen den Schulen des Schulzentrums besteht vor allem in der Orientierungsstufe (Klassen 5 und 6) eine enge Zusammenarbeit (z. B. in einigen Fächern gleiche Lernmittel, Lehreraustausch). Dadurch kann am Ende der Orientierungsstufe eine fundierte Laufbahnempfehlung gegeben werden. Die neuen Klassen 5 sind so zusammengesetzt, dass Kinder aus derselben Grundschule möglichst auch dieselbe Klasse besuchen können.
Am Ort gibt es eine kommunale Gemeindebücherei. Außerdem sind in Neustadt eine katholische und eine evangelische Kirchengemeinde mit eigenen Kirchen vorhanden sowie das Alten- und Pflegeheim St. Josefshaus. Der Ort verfügt über ein Sportzentrum, ein Bürgerhaus mit Sport- und Mehrzweckhalle und die im Januar 2004 offiziell eingeweihte Wiedparkhalle, die kulturellen und geselligen Veranstaltungen dient.

### Wirtschaft
Die M+C Schiffer GmbH, der europaweit größte Anbieter von Zahnbürsten, hat ihren Sitz in Neustadt.
Des Weiteren befand sich bis 2020 im Ortsteil Rahms auf dem „Birkenstock Campus“ der Verwaltungssitz des Schuhherstellers Birkenstock. Seit Januar 2021 ist auch der „Wirtgen Campus“ als Sitz der Immobilien- und Vermögensverwaltung Wirtgen Invest Family Office in Betrieb.

## Persönlichkeiten
- Rudi Gutendorf (1926–2019), Fußballtrainer und Träger des Bundesverdienstkreuzes, wohnte in Neustadt.
- Johannes Füllenbach (1935–2023), katholischer Theologie und Steyler Missionar
- Günter Schröder (1963–2012), Quizautor, TV-Produzent und Fragenerfinder für die RTL-Erfolgsshow Wer wird Millionär? ist in Neustadt geboren und aufgewachsen.
- Roman Lob (* 1990), Sänger und Teilnehmer am Eurovision Song Contest 2012, ist in Neustadt aufgewachsen.